# 陸小鳳
陸小鳳は古龍による台湾の武俠小説のシリーズ、およびその主人公の名称。
非常に人気が高く、陸小鳳は李尋歓（多情剣客無情剣、小李飛刀シリーズ）、楚留香（楚留香シリーズ）とともに古龍の3大キャラクターに挙げられている。古龍自身は全部で7作を執筆している。
なお、シリーズ三作目、「決戦前後」は映画「決戦・紫禁城」の原作となっている。

## 概要
四本眉毛との異名をもつ浪士・陸小鳳の冒険を描くシリーズ。陸小鳳は特に定職もなく、ふらふらしているが武術の達人。どこからともなく事件が持ち込まれると、優れた推理力で事件を解決したりする。
古龍の小説にはありがちなことだが、時代背景は不明。作中で「南宋の徽宗」や「南唐の後主」などの単語が登場するが、時代を特定する根拠にはならない。また、作中では「金鵬王朝」などという架空の王朝も登場しており、中国文化の存在する架空の世界と考えればよい。

## キャラクター
陸小鳳
シリーズの主人公。立派な口髭を蓄えており、「四本眉毛」の異名を持つ。定職についているわけでもないが、酒が大好きで、交友関係も広い。
武術の達人であり、2本指で相手の剣を白羽取りする技が得意。推理力にも優れており、いくつか事件を解決している。
花満楼
陸小鳳の友達。江南の名家の出身。実家は富豪であるが、今は江湖で一人暮らし。盲目ながら武術の達人であり、陸小鳳と同じく、2本の指で相手の剣を受け止める技が使用可能。
かなり穏やかな性格で、陸小鳳を諌める役に回ったりする。
西門吹雪
万梅山荘の主。白衣を着ており、剣術の達人。冷酷な性格で殺しに対してある種の信仰的ともいえるこだわりをもっている。
シリーズ1作目からのレギュラーであるが、彼と葉孤城の決戦を元にした3作目、「決戦前後」を元にした映画「決戦・紫禁城」では主人公的な人物として活躍している。

## 日本語訳
和訳版は1999年に小学館から抄訳の形でシリーズ一作目、「金鵬王朝」が「陸小鳳伝奇」のタイトルで発行されたが絶版。復刊ドットコムでの投票を受け、2006年に早稲田出版から完訳で3作が出版されていた。4巻以降については「以下続刊」とされているが、2008年12月時点では出版されていない。
1. 陸小鳳伝奇 金鵬王朝 2008年6月 ISBN 978-4898273142
2. 陸小鳳伝奇 繍花大盜 2006年6月 ISBN 978-4898273159
3. 陸小鳳伝奇 決戦前後 2006年11月 ISBN 978-4898273227

## 映像化作品
映画
- 『決戦・紫禁城』 香港 2000年・・・アンディ・ラウ（葉孤城）、イーキン・チェン（西門吹雪）